# DJアシュバ
DJアシュバ（DJ Ashba, 本名：Daren Jay Ashba, 1972年11月10日 - ）は、アメリカ合衆国インディアナ州モンティチェロ出身のミュージシャン、ギタリスト、ソングライター。
2009年より、ロビン・フィンクの後任として、ガンズ・アンド・ローゼズに参加（2015年脱退）。
全身くまなく彫られたタトゥーが特徴。

## バイオグラフィ
1歳の頃に、一家でイリノイ州の小さな田舎町に移り住む。その後両親が離婚、ピアニストの母親の元で育てられる。母親の方針で、家にはテレビがなかった。3歳で母親にピアノの手ほどきを受け、5歳でリサイタルを開く。6歳でドラムを始める。8歳の頃に、シアーズのカタログで89ドルのギターを買うため、農場で1年間アルバイトをした。アルバイトに通うバスの中で、地元のバンドのギタリストと知り合い、バスの木製の背もたれにナイフで弦を彫り、コードを教わった。1日17時間部屋に籠もって、ギターの練習に明け暮れていたこともある。
16歳の誕生日に父親に連れられ、初めてモトリー・クルーの「ガールズ・ガールズ・ガールズ ツアー」のライブを体験する。「その瞬間、人生が変わった」と語っている。
19歳の頃、荷物を自分のミニバンに積み込み、ハリウッドに単身移住。「Barracuda」に加入。
1996年　ソロ・アルバム「アディクション・トゥ・ザ・フリンクション」リリース。
1998年　ブレット・ボーイズに、ドラマーのスティーブン・アドラー（元ガンズ・アンド・ローゼズ）の後任として参加。
1999年　Bang Tangoのヴォーカル、ジョー・ラスティや、元L.A.ガンズ、ファスター・プシー・キャットのメンバーらと共に「ビューティフル・クリーチャーズ」を結成。ワーナー・ブロスと契約。マリリン・マンソンをプロデューサーに迎え、デビュー・アルバム「ビューティフル・クリーチャーズ」発表。「1.A.M.」はホラー映画「バレンタイン」やテレビ・シリーズ「Smallvile」のサントラに使われた。
2001年　キッスの前座に抜擢。Ozzfest2001に参加。マリリン・マンソンと共に初来日公演。
2002年　ビューティフル・クリーチャーズから脱退。
2003年　ニッキー・シックス（モトリー・クルー）に誘われ、一緒に曲作りをしたり、モトリー・クルーのツアーに参加。
2007年　ニッキー・シックスのプロジェクトSIXX:A.M.に参加。「ヘロイン・ダイアリーズ・サウンドトラック」を共同制作。モトリー・クルーのアルバム「セインツ・オブ・ロサンゼルス」にも楽曲を提供している。
2009年　ロビン・フィンクの後任として、ガンズ・アンド・ローゼズに参加。「ガンズ・アンド・ローゼズは尊敬するバンドで、アクセルと活動できるのは名誉なこと」と、ホームページにコメントを寄せている（アクセルは、ローリング・ストーン誌で、「DJアシュバには以前から目をつけていた」と話している。
同年12月　ガンズ・アンド・ローゼズ「チャイニーズ・デモクラシー」ワールドツアーで2度目の来日。ステージから飛び降りて東京ドームのアリーナを走り回ったり、ギターを叩き壊したり、日本語で叫んだりと、派手なパフォーマンスでガンズ・アンド・ローゼズのライブの盛り上げに徹している姿が見られた。「GN'Rは今まで参加したバンドの中で一番結束が固い」とコメントしている。
2010年3月-7月　GN'Rのワールドツアーで南米、ロシア、北欧公演。
2012年12月18日　ZEPP TOKYOにて来日公演。
2015年7月27日　ガンズ・アンド・ローゼズからの脱退を発表。

## ディスコグラフィ
ソロ・アルバム
- アディクション・トウ・ザ・フリンクション (1996)

ビューティフル・クリーチャーズ
- ビューティフル・クリーチャーズ (2001)（マリリン・マンソン　プロデュース）
- デューズ　(2005)

シックス：A.M.
- ヘロイン・ダイアリーズ・サウンドトラック (2007)

## その他
2003年　アシュバメディアを設立。（デザイン会社）ヴァージンメガストアのデザインなどを手掛ける。オリジナルデザインのギターやアンプ発売。
アシュバランドという会社も持ち、主に自らの音楽関連の事業を手がけている。